# Прегена (Тренто)
Прегена је насеље у Италији у округу Тренто, региону Трентино-Јужни Тирол.
Према процени из 2011. у насељу је живело 328 становника. Насеље се налази на надморској висини од 797 м.